# Gran Premi d'Espanya del 2015
El Gran Premi d'Espanya de Fórmula 1 de la temporada 2015 es disputà al Circuit de Montmeló, del 8 al 10 de maig del 2015.

## Resultats de la qualificació
| Pos                  | No | Pilot             | Constructor          | Part 1   | Part 2   | Part 3   | Sortida |
| -------------------- | -- | ----------------- | -------------------- | -------- | -------- | -------- | ------- |
| 1                    | 6  | Nico Rosberg      | Mercedes             | 1:26.490 | 1:25.166 | 1:24.681 | 1       |
| 2                    | 44 | Lewis Hamilton    | Mercedes             | 1:26.382 | 1:25.740 | 1:24.948 | 2       |
| 3                    | 5  | Sebastian Vettel  | Ferrari              | 1:27.534 | 1:26.167 | 1:25.458 | 3       |
| 4                    | 77 | Valtteri Bottas   | Williams-Mercedes    | 1:27.262 | 1:26.197 | 1:25.694 | 4       |
| 5                    | 55 | Carlos Sainz, Jr. | Toro Rosso-Renault   | 1:26.773 | 1:26.475 | 1:26.136 | 5       |
| 6                    | 33 | Max Verstappen    | Toro Rosso-Renault   | 1:27.393 | 1:26.441 | 1:26.249 | 6       |
| 7                    | 7  | Kimi Räikkönen    | Ferrari              | 1:26.637 | 1:26.016 | 1:26.414 | 7       |
| 8                    | 26 | Daniïl Kviat      | Red Bull-Renault     | 1:27.833 | 1:26.889 | 1:26.629 | 8       |
| 9                    | 19 | Felipe Massa      | Williams-Mercedes    | 1:27.165 | 1:26.147 | 1:26.757 | 9       |
| 10                   | 3  | Daniel Ricciardo  | Red Bull-Renault     | 1:26.611 | 1:26.692 | 1:26.770 | 10      |
| 11                   | 8  | Romain Grosjean   | Lotus-Mercedes       | 1:27.383 | 1:27.375 |          | 11      |
| 12                   | 13 | Pastor Maldonado  | Lotus-Mercedes       | 1:27.281 | 1:27.450 |          | 12      |
| 13                   | 14 | Fernando Alonso   | McLaren-Honda        | 1:27.941 | 1:27.760 |          | 13      |
| 14                   | 22 | Jenson Button     | McLaren-Honda        | 1:27.813 | 1:27.854 |          | 14      |
| 15                   | 12 | Felipe Nasr       | Sauber-Ferrari       | 1:27.625 | 1:28.005 |          | 15      |
| 16                   | 9  | Marcus Ericsson   | Sauber-Ferrari       | 1:28.112 |          |          | 16      |
| 17                   | 27 | Nico Hülkenberg   | Force India-Mercedes | 1:28.365 |          |          | 17      |
| 18                   | 11 | Sergio Pérez      | Force India-Mercedes | 1:28.442 |          |          | 18      |
| 19                   | 28 | Will Stevens      | Marussia-Ferrari     | 1:31.200 |          |          | 19      |
| 20                   | 98 | Roberto Merhi     | Marussia-Ferrari     | 1:32.038 |          |          | 20      |
| 107% temps: 1:32.428 |    |                   |                      |          |          |          |         |
| Font:                |    |                   |                      |          |          |          |         |

## Resultats de la Cursa
| Pos   | No | Pilot             | Constructor          | Voltes   | Temps / Retirada | Pos.Sortida    | Punts |    |
| ----- | -- | ----------------- | -------------------- | -------- | ---------------- | -------------- | ----- | -- |
| 1     | 1  | 6                 | Nico Rosberg         | Mercedes | 66               | 1h 41' 12. 555 | 1     | 25 |
| 2     | 44 | Lewis Hamilton    | Mercedes             | 66       | + 17.551 s       | 2              | 18    |    |
| 3     | 5  | Sebastian Vettel  | Ferrari              | 66       | + 45.342 s       | 3              | 15    |    |
| 4     | 77 | Valtteri Bottas   | Williams-Mercedes    | 66       | + 59.217 s       | 4              | 12    |    |
| 5     | 7  | Kimi Räikkönen    | Ferrari              | 66       | + 1'00.002 min.  | 7              | 10    |    |
| 6     | 19 | Felipe Massa      | Williams-Mercedes    | 66       | + 1:21.314 min.  | 9              | 8     |    |
| 7     | 3  | Daniel Ricciardo  | Red Bull-Renault     | 65       | + 1 Volta        | 10             | 6     |    |
| 8     | 8  | Romain Grosjean   | Lotus-Mercedes       | 65       | + 1 Volta        | 11             | 4     |    |
| 9     | 55 | Carlos Sainz, Jr. | Toro Rosso-Renault   | 65       | + 1 Volta        | 5              | 2     |    |
| 10    | 26 | Daniïl Kviat      | Red Bull-Renault     | 65       | + 1 Volta        | 8              | 1     |    |
| 11    | 33 | Max Verstappen    | Toro Rosso-Renault   | 65       | + 1 Volta        | 6              |       |    |
| 12    | 12 | Felipe Nasr       | Sauber-Ferrari       | 65       | + 1 Volta        | 15             |       |    |
| 13    | 11 | Sergio Pérez      | Force India-Mercedes | 65       | + 1 Volta        | 18             |       |    |
| 14    | 9  | Marcus Ericsson   | Sauber-Ferrari       | 65       | + 1 Volta        | 16             |       |    |
| 15    | 27 | Nico Hülkenberg   | Force India-Mercedes | 65       | + 1 Volta        | 17             |       |    |
| 16    | 22 | Jenson Button     | McLaren-Honda        | 65       | + 1 Volta        | 14             |       |    |
| 17    | 28 | Will Stevens      | Marussia-Ferrari     | 63       | + 3 Voltes       | 19             |       |    |
| 18    | 98 | Roberto Merhi     | Marussia-Ferrari     | 62       | + 4 Voltes       | 20             |       |    |
| Ret   | 13 | Pastor Maldonado  | Lotus-Mercedes       | 45       | Col·lisió        | 12             |       |    |
| Ret   | 14 | Fernando Alonso   | McLaren-Honda        | 26       | Frens            | 13             |       |    |
| Font: |    |                   |                      |          |                  |                |       |    |